# Međunarodna klasifikacija bolesti
MKB-10 (Međunarodna klasifikacija bolesti i srodnih zdravstvenih problema); ili (engl. International Statistical Classification of Diseases and Related Health Problems - ICD) je klasifikacija koja je kod nas i u svijetu našla široku primjenu. Postoji potreba za kvalitetnim pokazateljima s područja mortalitetne i morbiditetne statistike. Upravo upotreba četveroznakovne šifre MKB-10 je bolja i preciznija od dijagnoze na latinskom ili nekom drugom jeziku. MKB je međunarodna klasifikacija bolesti i srodnih zdravstvenih problema. MKB sadrži kodove za klasifikaciju bolesti i ostale znakove, simptome, abnormalnosti itd. MKB izdaje Svjetska zdravstvena organizacija (engl. WHO) i koristi se diljem svijeta. MKB je osmišljen zbog međunarodne usporedbe klasifikacije i ostale statistike.

## Povijest
Začetak ovog medicinskog klasifikacijskog sistema je u 1900. godini, a danas je u upotrebi deseta revizija (ICD-10) koju je 1992. godine objavila Svjetska zdravstvena organizacija.
Dosada su izdane sljedeće MKB klasifikacije:
- MKB-9 je izdana 1977. Godine i koristi se još uvijek u SAD-u
- MKB-10 je započeta 1983. godine i završena 1992. godine
- MKB-11 prvi nacrti se očekuju 2008. godine, a izdavanje 2011. i 2013. godine

## Način klasificiranja
MKB predstavlja tipičnu hijerarhijsku klasifikaciju. Sve medicinske bolesti, stanja i postupci u prvoj su nivou klasifikacije podijeljeni na 21 kategoriju, pretežno prema etiologiji (npr. zarazne bolesti, zloćudne novotvorine, ozljede i trovanja) i anatomskom sistemu (npr. bolesti probavnog sistema, bolesti urogenitalnih organa). U sljedećim nivoima podjele glavne se kategorije dalje hijerarhijski dijele sve do definiranja egzaktnih dijagnoza.
Šifra MKB-10 je alfanumerička oznaka koja se sastoji od četiri polja, od kojih je prvo polje slovno, preostala tri polja su brojčana, a zadnje polje je od ostalih odijeljeno točkom. Troznakovne kategorije MKB-10 šifriraju sve osnovne skupine dijagnoza bolesti, stanja i postupaka, a četveroznakovne kategorije šifriraju zadnju razinu podjela bolesti, stanja i postupaka. Brojčani dio šifre odgovara sistemu serijskog šifriranja s unaprijed zadanim rasponom brojeva, što omogućuje buduća proširenja i promjene bez korjenite izmjene šifrarnika.

## MKB-10 klasifikacija iDRGklasifikacijski sistem
Diagnosis-Related Group je sistem koji klasificira sve bolničke slučajeve u oko 500 grupa. DRG se zasniva na “grupiranju “ baziranom na MKB dijagnozi, proceduri, starosti i spolu te prisustvu komorbiditeta. Svrha sistema je da procijeni koliko se u pojedinim bolnicama plaća za istu uslugu jer se očekuje da iste bolesti trebaju koštati isto u različitim zdravstvenim ustanovama. Kod nas se koristi Australska verzija bazirana na MKB-10 verziji dok je DRG klasifikacija u SAD-u bazirana na starijoj MKB-9 verziji.

## Vanjske poveznice
- Službena stranica za MKB-10
- Službena stranica WHO za MKB